# Coprosma
Coprosma är ett släkte av måreväxter. Coprosma ingår i familjen måreväxter.

## Dottertaxa tillCoprosma, i alfabetisk ordning[1]
- Coprosma acerosa
- Coprosma acutifolia
- Coprosma arborea
- Coprosma archboldiana
- Coprosma areolata
- Coprosma atropurpurea
- Coprosma barbata
- Coprosma baueri
- Coprosma benefica
- Coprosma bougainvilleensis
- Coprosma brassii
- Coprosma buchananii
- Coprosma chathamica
- Coprosma cheesemanii
- Coprosma ciliata
- Coprosma colensoi
- Coprosma conferta
- Coprosma cookei
- Coprosma crassifolia
- Coprosma crenulata
- Coprosma cuneata
- Coprosma cymosa
- Coprosma decurva
- Coprosma depressa
- Coprosma divergens
- Coprosma dodonaeifolia
- Coprosma dumosa
- Coprosma elatirioides
- Coprosma elegans
- Coprosma elliptica
- Coprosma ernodeoides
- Coprosma esulcata
- Coprosma fernandeziana
- Coprosma foetidissima
- Coprosma foliosa
- Coprosma fowerakeri
- Coprosma glabrata
- Coprosma gracilicaulis
- Coprosma gracilis
- Coprosma grandifolia
- Coprosma hirtella
- Coprosma hookeri
- Coprosma huttoniana
- Coprosma inopinata
- Coprosma intertexta
- Coprosma kauensis
- Coprosma kirkii
- Coprosma laevigata
- Coprosma lanceolaris
- Coprosma linariifolia
- Coprosma longifolia
- Coprosma lucida
- Coprosma macrocarpa
- Coprosma menziesii
- Coprosma microcarpa
- Coprosma molokaiensis
- Coprosma montana
- Coprosma moorei
- Coprosma myrtifolia
- Coprosma neglecta
- Coprosma nephelephila
- Coprosma niphophila
- Coprosma nitida
- Coprosma nivalis
- Coprosma novaehebridae
- Coprosma obconica
- Coprosma ochracea
- Coprosma oliveri
- Coprosma papuensis
- Coprosma parviflora
- Coprosma pedicellata
- Coprosma perpusilla
- Coprosma persicifolia
- Coprosma petiolata
- Coprosma petriei
- Coprosma pilosa
- Coprosma polymorpha
- Coprosma prisca
- Coprosma propinqua
- Coprosma pseudociliata
- Coprosma pseudocuneata
- Coprosma pubens
- Coprosma pumila
- Coprosma putida
- Coprosma pyrifolia
- Coprosma quadrifida
- Coprosma raiateensis
- Coprosma rapensis
- Coprosma repens
- Coprosma reticulata
- Coprosma rhamnoides
- Coprosma rhynchocarpa
- Coprosma rigida
- Coprosma robusta
- Coprosma rotundifolia
- Coprosma rubra
- Coprosma rugosa
- Coprosma savaiiensis
- Coprosma serrulata
- Coprosma setosa
- Coprosma spathulata
- Coprosma strigulosa
- Coprosma sundana
- Coprosma tadgellii
- Coprosma tahitensis
- Coprosma talbrockiei
- Coprosma tayloriae
- Coprosma tenuicaulis
- Coprosma tenuifolia
- Coprosma ternata
- Coprosma waima
- Coprosma waimeae
- Coprosma wallii
- Coprosma velutina
- Coprosma virescens
- Coprosma wollastonii